# شتات يمني

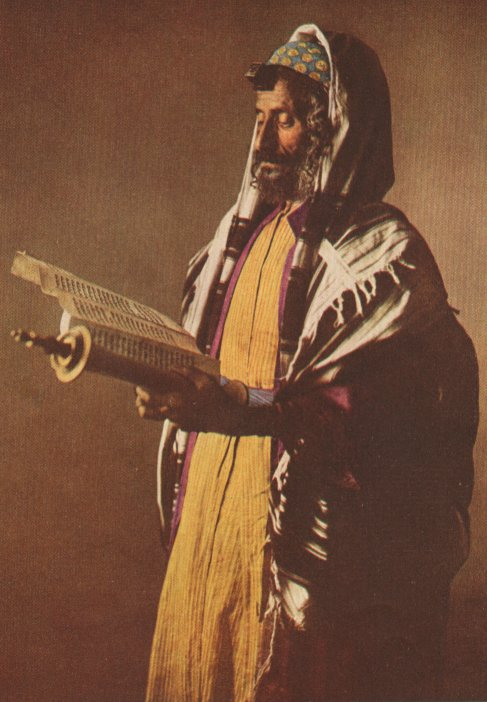
يهودي يمني، سنة 1914

يشير الشتات اليمني إلى المهاجرين اليمنيين وأحفادهم الذين هاجروا من اليمن، سواء باختيارهم أو بالإكراه، ويقيمون الآن في بلدان أخرى.
يعيش ما يقرب من 7 ملايين يمني خارج اليمن، يعيش 2 مليون منهم في المملكة العربية السعودية. يعيش ما بين 70.000 و80.000 يمني في المملكة المتحدة. يعيش أكثر من 200000 يمني في الولايات المتحدة وحوالي 3000 في إيطاليا. ويعيش اليمنيون أيضًا في الإمارات العربية المتحدة والأردن وقطر والبحرين وباكستان وجيبوتي والصومال وإندونيسيا وماليزيا وبروناي ودول الاتحاد السوفيتي السابق.
بسبب النزاع في اليمن، هاجر الكثيرون إلى السواحل الشمالية لجيبوتي والصومال وإثيوبيا. وفي عام 2017، كانت جيبوتي موطنًا لأكثر من 40 ألف لاجئ يمني.